# Yuto Ono
Yuto Ono (født 28. september 1991) er en japansk fodboldspiller, som spiller for den japanske fodboldklub FC Gifu.